# Хахчан
Хахча́н (также Хахчаан) — река в Жиганском улусе Якутии (Россия), правый приток Муны. Длина реки составляет 221 км, площадь водосборного бассейна — 3250 км². 
Река начинается на востоке Среднесибирского плоскогорья на высоте более 300 м над уровнем моря. Преимущественно течёт на северо-восток. Умеренно меандрирует. В ландшафте преобладает лиственничная холмистая тайга. Впадает в Муну ниже впадения Мунакана, на высоте менее 28 м над уровнем моря. Ширина в нижнем течении — 135 м при глубине 1 м. Скорость течения в низовьях — 0,2 м/с. Населённых пунктов на реке нет. Река замерзает с октября до конца мая.

## Основные притоки
Указаны поименованные притоки длиной 30 км и более
| Название             | Расстояние от устья | Длина | Положение |
| -------------------- | ------------------- | ----- | --------- |
| Онкучах              | 18                  | 32    | левый     |
| Таях-Тюлях           | 90                  | 49    | левый     |
| Таях-Юрях            | 100                 | 41    | левый     |
| Меркеляхтер-Куччугуй | 110                 | 40    | левый     |
| Далдын               | 140                 | 43    | левый     |
| Кыра-Сала            | 143                 | 50    | левый     |

## Данные водного реестра
По данным государственного водного реестра России и геоинформационной системы водохозяйственного районирования территории РФ, подготовленной Федеральным агентством водных ресурсов:
- Бассейновый округ — Ленский
- Речной бассейн — Лена
- Речной подбассейн — Лена ниже впадения Вилюя до устья
- Водохозяйственный участок — Лена от впадения реки Вилюй до водомерного поста гидрометеорологической станции Джарджан
- Код водного объекта — 18030900112117500011382